# Хевиз (озеро)
Хевиз (венг. Hévízi-tó) — термальное озеро на западе Венгрии. Находится в курортном городе Хевиз, неподалёку от западной оконечности озера Балатон, в пяти километрах от города Кестхей.
Это второе по величине термальное озеро в мире по площади (0,0475 км²) с температурой воды от 24 °C зимой до 36 °C летом. Вода в озере полностью обновляется в течение 48 часов. Популярное место отдыха в любое время года.
К основным растворённым веществам относятся гидрокарбонат кальция и магния, а также сульфаты.
Бальнеотерапия в озере показана при артритах различной этиологии.